# Reuben Sutherland
Reuben Sutherland is een Britse vj en beeldend kunstenaar gespecialiseerd in animaties. Hij maakt autonoom werk, maar tevens commercials en videoclips.
Sutherland maakte onder andere voor The Doves, Phoenix Foundation en Röyksopp (voor hun single Happy Up Here) muziekvideo's. Voor het Nieuw-Zeelandse onafhankelijke platenlabel Flying Nun Records maakte hij een low budget-animatie.
Samen met Dan Hayhurst doet Sutherland onder de naam 'Sculpture' zoötroop-live performances waarbij hij met een draaitafel en een camera live videokunst maakt met cirkels die hij op de platenspeler legt. Op de cirkels zijn complexe beeldreeksen afgebeeld, die beeldsequenties veroorzaken zodra ze op de draaitafel liggen. Door met de camera in en uit te zoomen, ontstaan er korte animaties, interferenties, moirépatronen en reeksen die veel weg hebben van cymatics en mandala-patronen. Hayhurst doet bij deze shows de geluidsondersteuning met live improvisaties met tape loops en effect apparatuur. Van het duo verscheen de dvd Sculpture. Ze traden onder andere op op All Tomorrow's Parties en Clandestino Festival.
Werk van Sutherland werd ook opgenomen in de documentaire over het tienjarige bestaan van All Tommorow's Parties welke uitgegeven werd door Warp Records.
In opdracht maakte Sutherland commercials voor onder andere Smirnoff, IKEA, T-Mobile, Orange.

## Uitgaven
- Sculpture - Sculpture, dvd met animaties met platenspeler